# Okänd soldat
För andra betydelser, se Okänd soldat (olika betydelser).

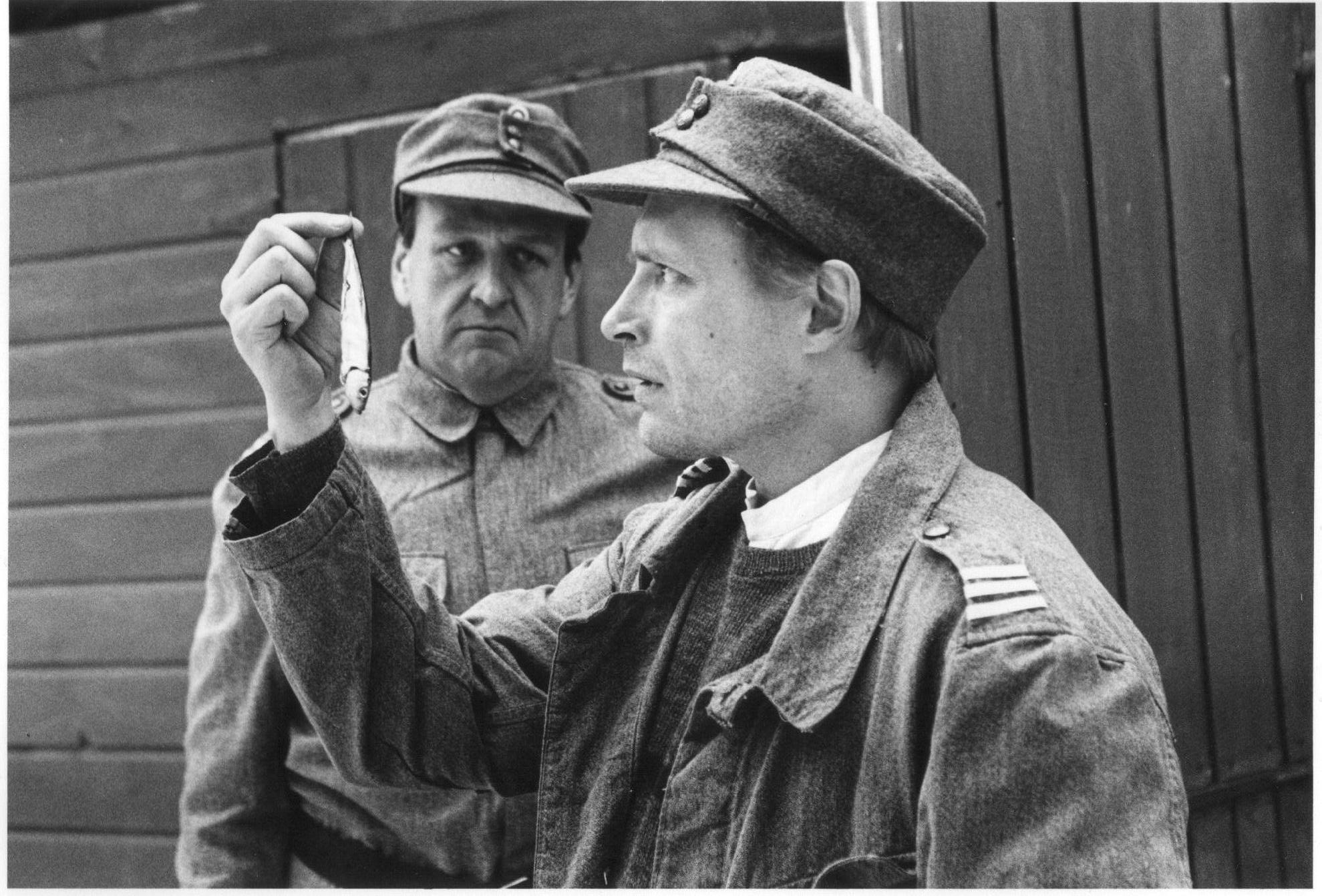
Mikko Kivinen och Ilkka Heiskanen i teaterpjäsen Okånd soldat på Pyynikki sommarteater, 1997

Okänd soldat (finska: Tuntematon sotilas) är en roman från 1954 av den finländske författaren Väinö Linna. 
I Okänd soldat följs en finländsk kulsprutepluton under fortsättningskriget, från sommaroffensiven 1941 till reträtten från Karelen 1944. Romanens ärliga och osminkade skildring av krigets verkligheter lämnar de traditionella hjältemyterna därhän, och med en brutal och kärv verklighetstrogenhet beskrivs kriget ur soldaternas ögon. 
Linna hade själv deltagit i kriget, och Okänd soldat är delvis baserad på hans egna erfarenheter vid fronten. Romanen blev Linnas genombrott som författare och kom utan konkurrens att bli en av de största skönlitterära succéerna i Finlands litterära historia, samtidigt som dess starka realism väckte en proteststorm. Det första året såldes boken i 175 000 exemplar, och fram till 2004 hade Okänd soldat sålt i 615 000 exemplar på finska, i sammanlagt 60 upplagor.
Även i Sverige nådde Okänd soldat stora upplageframgångar när den utgavs i svensk översättning av den finlandssvenske skribenten Nils-Börje Stormbom hösten 1955. I Dagens Nyheter skrev Olof Lagercrantz: Jag har läst Linnas bok med brinnande kinder och har inget minne av att jag någonsin vände en sida. Även i Norge, Danmark och Frankrike blev romanen en stor succé. Till början av 2000-talet hade boken översatts till 21 språk.
Okänd soldat har filmatiserats tre gånger; 1955 av Edvin Laine (se Okänd soldat (film, 1955)), 1985 av Rauni Mollberg (se Okänd soldat (film, 1985)) och 2017 av Aku Louhimies (se Okänd soldat (film, 2017)).
| ”                                            | Med 'Okänd soldat' ville jag väcka avsky mot det våld som springer ur det meningslösa kriget. | „ |
| – Intervju i Proletären nr 54/1977, sid. 13. |                                                                                               |   |

Knut Pippings doktorsavhandling Kompaniet som samhälle. Iaktagelser i ett finskt frontförband 1941–1944 (1947) beskriver verkligheten på fronten på ett sätt som mycket liknar Linnas – major Lauri Hetemäki betecknar likheten som om de skrivit "nästan samma bok" (i en artikel i Suomalainen Suomi 1955). Linna var omedveten om avhandlingen tills den översattes till finska 1978. Generalstaben rekommenderade att avhandlingen inte skulle publiceras, för att den gav en för dålig bild av andan och disciplinen i armén.

## Sotaromaani
2000 gav förlaget WSOY ut en ny, förlängd utgåva av Okänd soldat som inkluderade textavsnitt som av olika anledningar strukits ur den ursprungliga utgåvan från 1954. Denna utgåva bär titeln Sotaromaani (Krigsroman), vilket var det arbetsnamn Linna använde för romanen.